# Лис-авеню

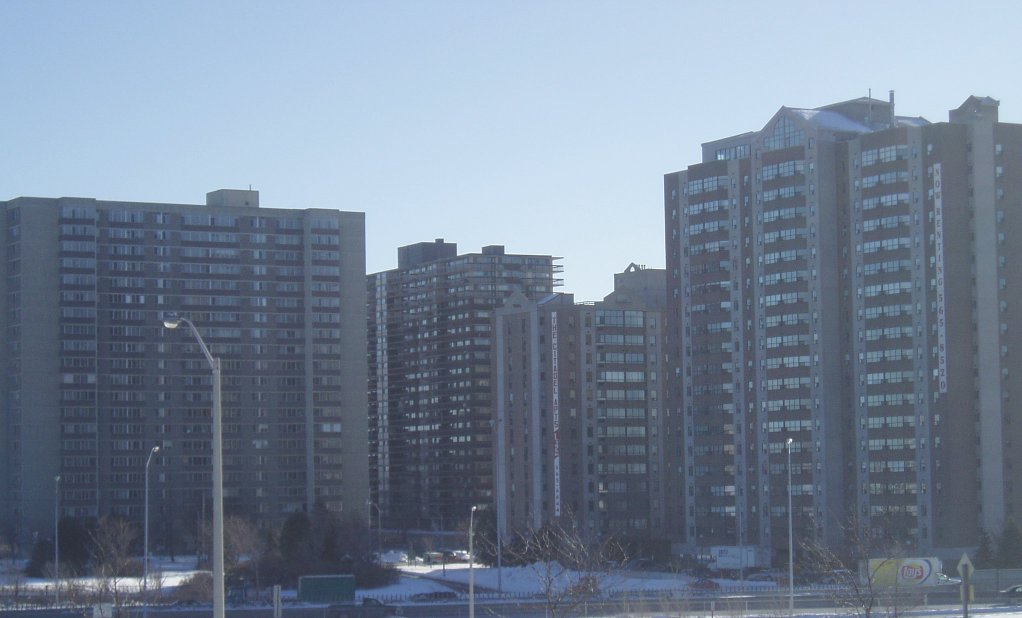
Вид на Лис-авеню со стороны возвышенности Сэнди-Хилл.

Лис-авеню (англ. Lees Avenue) — улица в г. Оттава и одновременно район этого города, расположенный на узком участке между рекой Ридо и каналом Ридо к югу от Сэнди-Хилла и шоссе Квинсуэй. Обычно включается в состав района Старая Восточная Оттава, однако резко выделяется в нём тем, что состоит из высотных жилых зданий (одних из крупнейших в Оттаве), тогда как остальная часть Старой Восточной Оттавы — одно-двухэтажные здания. Стоимость проживания здесь относительно невысока, поэтому основными жителями района являются семьи студентов, молодых специалистов и иммигрантов. За рекой Ридо расположен микрорайон Хёрдмен района Ривервью с аналогичной высотной застройкой.
Изначально здесь располагалась промышленная территория, прилегавшая к железнодорожным путям. Позднее железная дорога была демонтирована, а на её месте построена автомагистраль Квинсуэй. Промышленные предприятия также прекратили деятельность и вместо них стали возводиться жилые здания. В 1950 г. здесь был построен Технологический институт Восточной Онтарио, позднее входивший в состав Алгонкин-колледжа, а в 2007 г. проданный Оттавскому университету. До конца 1980-х гг. здесь также располагался военный арсенал.
В 1986 г. при сооружении автобусного терминала возникла угроза экологической катастрофы: было обнаружено захоронение многочисленных контейнеров с угольной смолой, которая грозила загрязнить почву. После многомесячных переговоров между правительством, жителями и собственниками земли начались очистные работы, обошедшиеся в 12 миллионов долларов.